# Інституціональний аналіз
Інституціональний аналіз — це та частина соціальних наук, яка вивчає, як інститути — структури та механізми соціального порядку й співпраці, що регулюють поведінку двох чи більше осіб — поводяться та функціонують відповідно до емпіричних правил (неформальних правил та норм, що застосовуються на практиці), а також теоретичних правил (формальні правила та закони). Це поле стосується того, як люди та групи будують інститути, як інститути функціонують на практиці, а також впливу інститутів один на одного, на окремих людей, громаду та суспільство в цілому.

## Використання в різних дисциплінах
Термін інституціональний аналіз використовується декількома навчальними дисциплінами і має декілька значень та конотацій.
Одне значення інституціонального аналізу стосується фактичних формальних інститутів. У біомедичних науках "інституціональний аналіз" часто посилається на аналіз даних, що надходять від конкретних установ (інституцій), таких як органи охорони здоров'я, мережі лікарень тощо. Аналогічно, в галузі освіти та державного управління і врядування термін зазвичай позначає те, як шкільні ради та урядові установи втілюють політику.
Інше значення стосується інститутів як способів мислення, що мають прямий вплив на поведінку. При такому підході існує декілька варіацій та застосувань інституціонального аналізу. В економіці його використовують для пояснення, чому економічна поведінка не відповідає теорії попиту та пропозиції. Це відносно стара школа думки, що тягне своє коріння від праць економістів початку ХХ ст., таких як Парето. Однією з найвизначніших сучасних фігур інституціонального аналізу в економіці є Дуглас Норт, який отримав Нобелівську премію з економіки в 1993 році.
Соціологія також використовувала інституціональний аналіз з моменту створення, для вивчення процесів розвитку та еволюції таких соціальних інститутів як закони чи сім'я. Основоположником такого підходу є Еміль Дюркгайм, який також є засновником соціології як дисципліни.